# فورينكازان

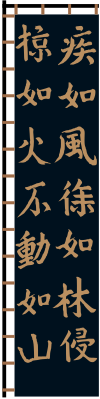

فورينكازان (بالإنجليزية: Fūrinkazan)‏، (باليابانية: 風林火山) هي شعار نبالة ياباني، استخدمه تاكيدا شين-غن.
كان لتاكيدا شينغن أثر كبير في اليابان خلال الفترة «سينغوكو جيداي» لقد أثر على السادة في نظام قوانينه ونظام الضرائب والإدارة الخاص به، وهو ربما لم يكن كقساوة السادة ولكنه كان شديد القسوة تجاه أعدائه، شعار حربه احتوت على هذه الكلمات الشهيرة التي أخذت من الفصل السابع من كتاب الاستراتيجي الصيني سو تزو وعنوانه هو فن الحرب والكلمات تترجم كالتالي:
風 ريح
林 غابة
火 نار
山 جبل
ولقد ذُكر شعار فورينكازان لأول مرة في Kōyō Gunkan وهي المعارك الكبرى لعائلة تاكيدا وهي عبارة عن أربع عبارات من سون تزو والتي تظهر في اللغة الصينية:
故其疾如風、其徐如林、侵掠如火、難知如陰、不動如山、動如雷霆
وباليابانية:
疾きこと風の如く、徐かなること林の如く、侵掠すること火の如く、動かざること山の如し、知り難きこと陰の如く､ 動くこと雷霆の如し
وبالانجليزية:
"Let your rapidity be like the wind and your silence like the forest and in attack be like fire and in defense be a static like the mountain"
وبالعربية:
كن سريعا مثل الريح وكن هادئا مثل الغابة وكن عنيفا كالنار وكن ثابتا كالجبل وتحرك كالبرق وكن صعب الاكتشاف كالظل.
وتعنى:
كن سريعا مثل الريح = عند الهجوم تحرك سريعا كالريح
كن هادئا مثل الغابة = وعندما تقف كن هادئا كالغابة
كن عنيفًا كالنار = وعند الهجوم كن عنيفًا كالنار
كن ثابتا كالجبل = وعند الدفاع كن ثابتًا كالجبل
تحرك كالبرق = وعند الظهور اظهر بشكل مباغت كالبرق
كن صعب الاكتشاف كالظل = وعند الاختباء أصبح مخفيًا كالظل.